# Intan Nurtjahja

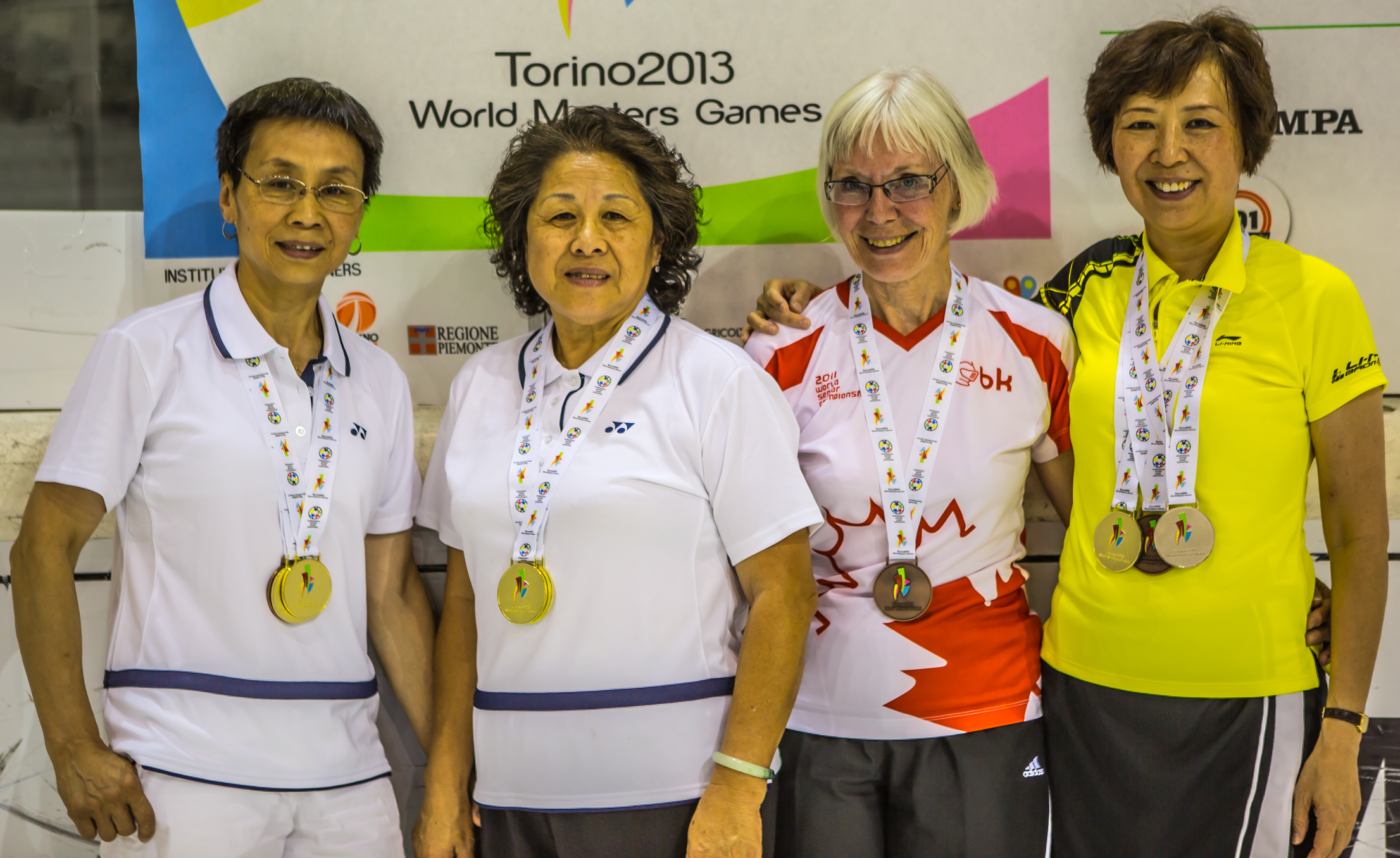
Intan 2013 (2. v. l.)

Intan Nurtjahja (* um 1947) ist eine ehemalige indonesische Badmintonspielerin. Sie wurde 1972 Vizeweltmeisterin mit der indonesischen Damenmannschaft.

## Karriere
Im Endspiel um den Uber Cup 1972 traf das aufstrebende indonesische Team auf Japan, verlor aber diesmal noch mit 1:6. Intan gewann dabei den Ehrenpunkt im Dameneinzel gegen Kaoru Takasaka, die sie 11:9, 7:11 und 11:3 besiegte. Ihre beiden Doppel mit Regina Masli verlor Intan jedoch. In der ersten Begegnung unterlagen sie Etsuko Takenaka und Machiko Aizawa mit 5:15, 15:11 und 7:15, die zweite verloren sie gegen Noriko Nakayama und Hiroe Yuki mit 8:15 und 8:15.
In den Einzeldisziplinen siegte sie 1971 mit Retno Koestijah bei den Asienmeisterschaften im Damendoppel. 